# OSC湘南シティ
OSC湘南シティ（オーエスシーしょうなんシティ）とは、神奈川県平塚市にある、Olympicグループ運営の複合商業施設・ショッピングセンター。

## 主なテナント
地上2階（3階・4階・屋上は駐車場）。
1階
- 湘南あそびマーレ[2]（室内遊園地）
- ナムコ（ゲームセンター）[3]
- バーガーキング
- ケンタッキーフライドチキン
- スシロー（寿司）
- リンガーハット（長崎ちゃんぽん）
- FM湘南ナパサ サテライトスタジオ

など
2階
- シネプレックス平塚（映画館）
- ナムコ（ゲームセンター）
- ダイソー（100円ショップ）
- しまむら（衣料）
- 西松屋（乳幼児用品）
- ABCマート（靴）
- ワットマン（リユース）

など

### シネプレックス平塚
シネプレックス平塚（シネプレックスひらつか、英語: Cineplex Hiratsuka）は、1999年4月に開館した、神奈川県平塚市代官町に所在する商業施設・OSC湘南シティ内に所在するローソン・ユナイテッドシネマ運営のシネマコンプレックス。
8スクリーン、約1,700シートのシネコンで、デジタル3DシステムとDLPを採用している。
スクリーンリスト
出典：
| スクリーンNo. | 座席数 | 備考 |
| ------------- | ------ | ---- |
| 1             | 172    |      |
| 2             | 209    |      |
| 3             | 134    |      |
| 4             | 204    |      |
| 5             | 160    |      |
| 6             | 190    |      |
| 7             | 254    |      |
| 8             | 377    |      |

## 沿革
- 1999年（平成11年）4月 - 「オリンピックシティ湘南」として開業[5]。